# ایرینی-مارینا الکساندری
ایرینی-مارینا الکساندری (یونانی: Ειρήνη-Μαρίνα Αλεξανδρή؛ زادهٔ ۱۵ سپتامبر ۱۹۹۷) شناگر زن شنای موزون یونانی‌تبار اهل اتریش است.
وی در مسابقات کشوری و بین‌المللی در مجموع برندهٔ ۳ مدال طلا، ۳ مدال نقره، ۳ مدال برنز شده‌است.